# ليان ووكر
ليان ووكر (بالإنجليزية: Leanne Walker)‏ (17 يوليو 1968 في نيوزيلندا - ) هي لاعبة كرة سلة نيوزلندية في مركز مدافع مسدد الهدف، شاركت في كأس العالم لكرة السلة للنساء 1994 والألعاب الأولمبية الصيفية 2004 والألعاب الأولمبية الصيفية 2000.

## وصلات خارجية
- ليان ووكر على موقع الاتحاد الدولي لكرة السلة (الإنجليزية)
- ليان ووكر على موقع كرة السلة الأوروبية.كوم (الإنجليزية)
- ليان ووكر على موقع بروبوليرز (الإنجليزية)
- ليان ووكر على موقع سبورتس رفرنس (الإنجليزية)
- ليان ووكر على موقع أوليمبيديا (الإنجليزية)